# Piotr Vũ Văn Truật
Piotr Vũ Truật (wiet. Phêrô Vũ Văn Truật) (ur. ok. 1816 r. w Kẻ Thiếc, prowincja Hà Nam w Wietnamie – zm. 18 grudnia 1838 r. w Sơn Tây, prowincja Ha Tay w Wietnamie) – katechista, męczennik, święty Kościoła katolickiego.

## Życiorys
Piotr Vũ Văn Truật pochodził z bardzo biednej rodziny. Został wcześnie osierocony przez ojca. Podczas prześladowań aresztowano go razem z misjonarzem Janem Cornay, katechistami Pawłem Nguyễn Văn Mỹ i Piotrem Trương Văn Đường 20 czerwca 1837 r. Zostali zabrani do więzienia w Sơn Tây. Wielokrotnie ich torturowano. Zostali straceni 18 grudnia 1838 r. w Sơn Tây.

## Kult
Dzień wspomnienia: 24 listopada w grupie 117 męczenników wietnamskich.
Beatyfikowany 27 maja 1900 r. przez Leona XIII. Kanonizowany przez Jana Pawła II 19 czerwca 1988 r. w grupie 117 męczenników wietnamskich.